# Пінгвін малий
Пінгві́н мали́й (Eudyptula minor) — вид з роду малий пінгвін родини пінгвінових, найменший вид з усіх пінгвінів, що нині живуть.

## Опис
Зріст малого пінгвіна коливається в межах 40 см, а вага близько 1 кг.
У цих птахів темно-сірий дзьоб, синя чи темна, майже чорна задня частина, а груди й верх лап — світло-сірі або білі.

## Поширення
Ареал малих пінгвінів — узбережжя Південної Австралії й Нової Зеландії, а також прилеглі острови. Чисельність популяції малих пінгвінів оцінюється близько 1 мільйона пар.

## Спосіб життя
Живиться малий пінгвін дрібною рибою, головоногими молюсками, зокрема восьминогами. Птахи пірнають на глибину 5-30 м, максимум — близько 60-70 м, це менше, ніж у інших видів пінгвінів.
На березі малі пінгвіни селяться в ущелинах на схилах. Живуть вони парами, і тривалий час зберігають вірність один одному, іноді і на все життя. Однак полюють самець і самка зазвичай незалежно один від одного.
На австралійському острові Філліп-Айленд в 150 км від Мельбурна малі пінгвіни облюбували щільний піщаний схил, зарослий невеликим чагарником, в якому риють свої нори на відстані 200-500 метрів від берега (на цьому острові споруджено спеціальні трибуни і настили, підняті на 1 - 1,5м над землею, що дозволяють спостерігати так званий "парад пінгвінів" - Phillip Island Penguin Parade, коли вони після заходу сонця виходять з моря, формують групи по 10-40 штук і дуже швидко "марширують" вгору по схилу, а потім відшуковують свої нори, при цьому досить голосно і порівняно мелодійно перекрикуючи один одного і своїх пташенят).

## Розмноження
Яйця (їх зазвичай два) самець і самка малого пінгвіна висиджують по черзі змінюючи один одного через кожні кілька днів.
Малі пінгвіни годують пташенят, відригуючи напівпереварену рибу.

## Галерея

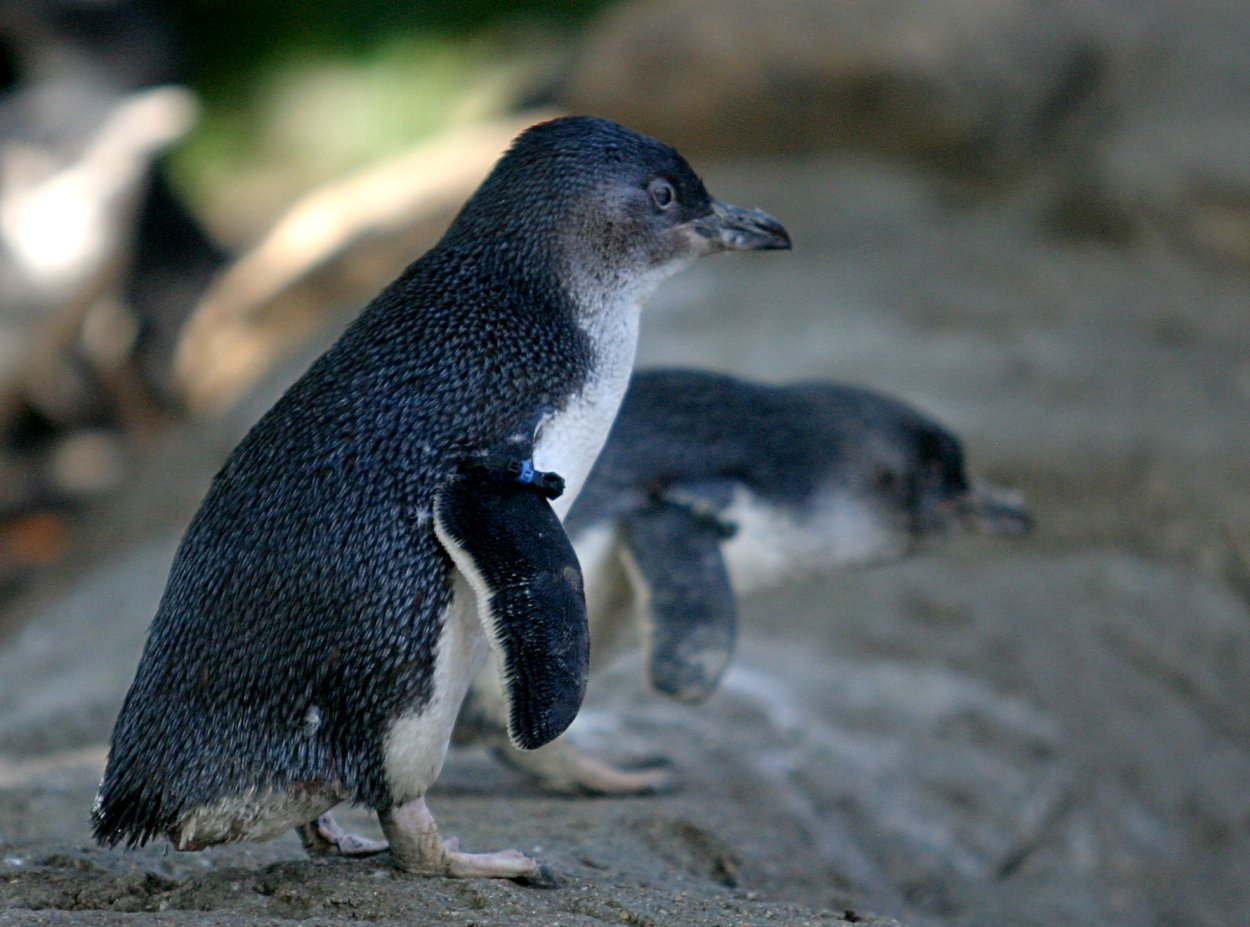
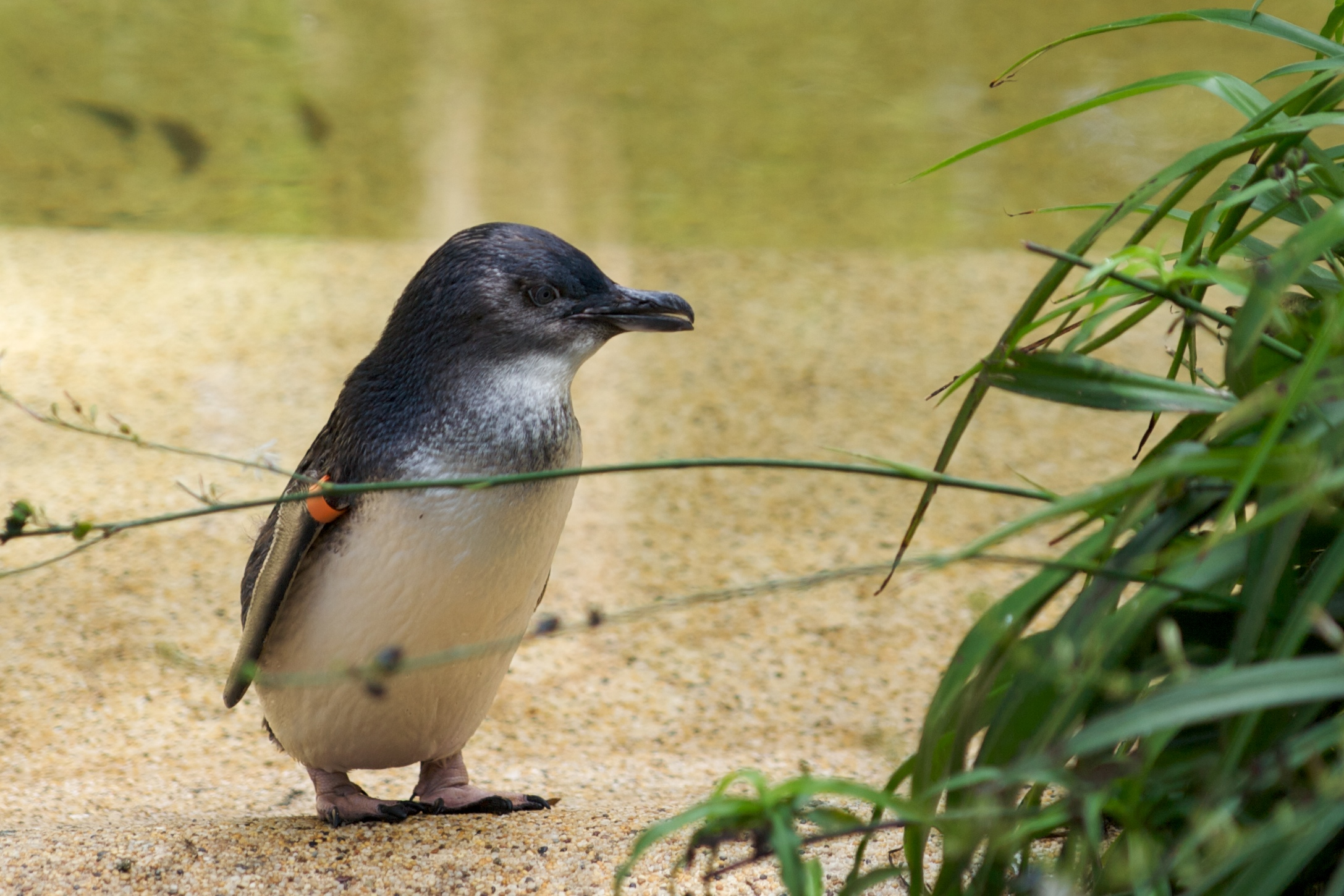
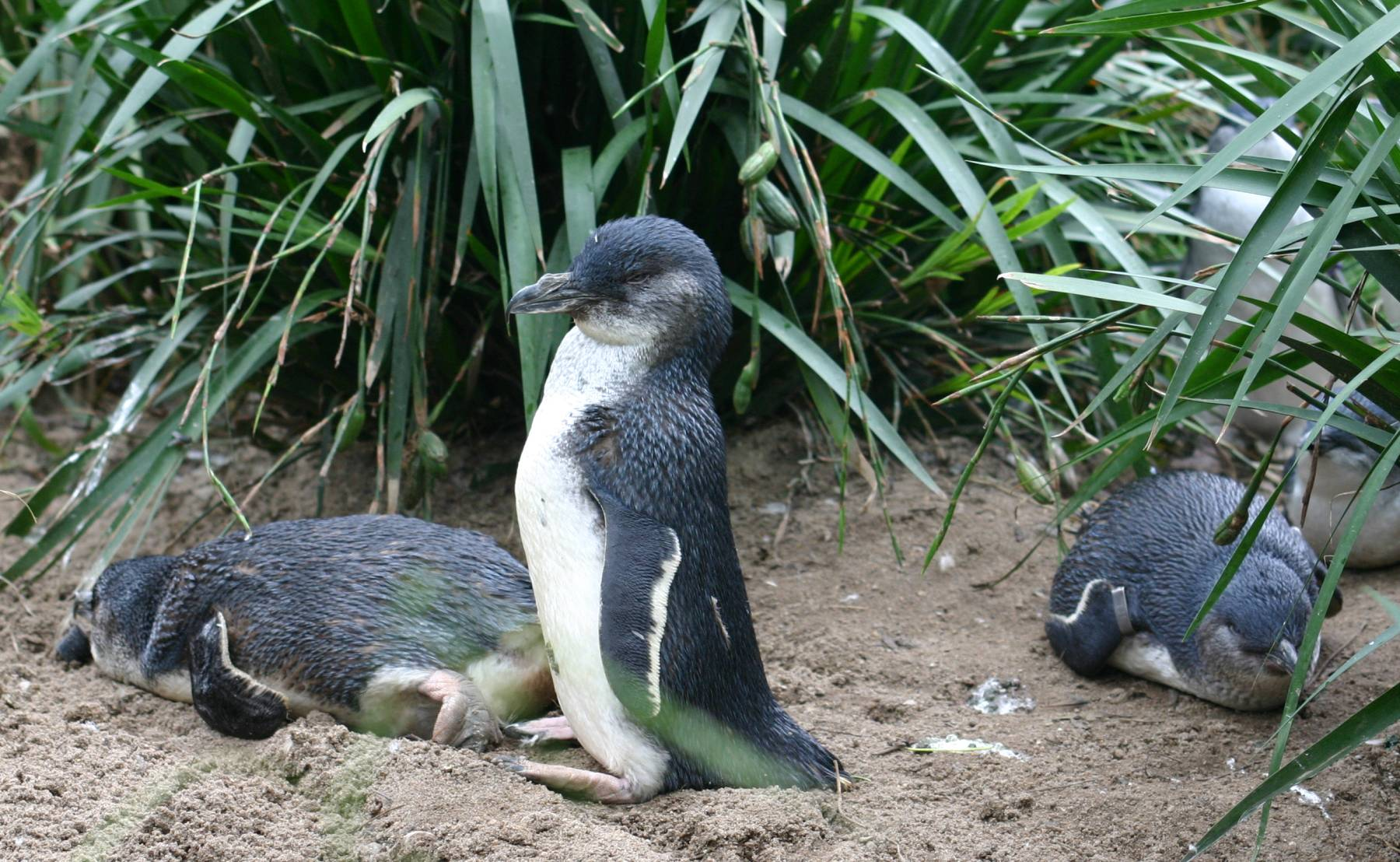